# Revolució haitiana
La Revolució haitiana (1791-1804) va ser una revolta d'esclaus a la colònia francesa de Saint Domingue que va culminar amb l'abolició de l'esclavitud i la independència del país que va esdevenir la República d'Haití. És l'única revolta d'esclaus que ha culminat amb la creació d'un estat independent i una de les més importants de la història, que va ocórrer a un moment clau de la història d'Europa i d'Amèrica.

## Antecedents de la colònia

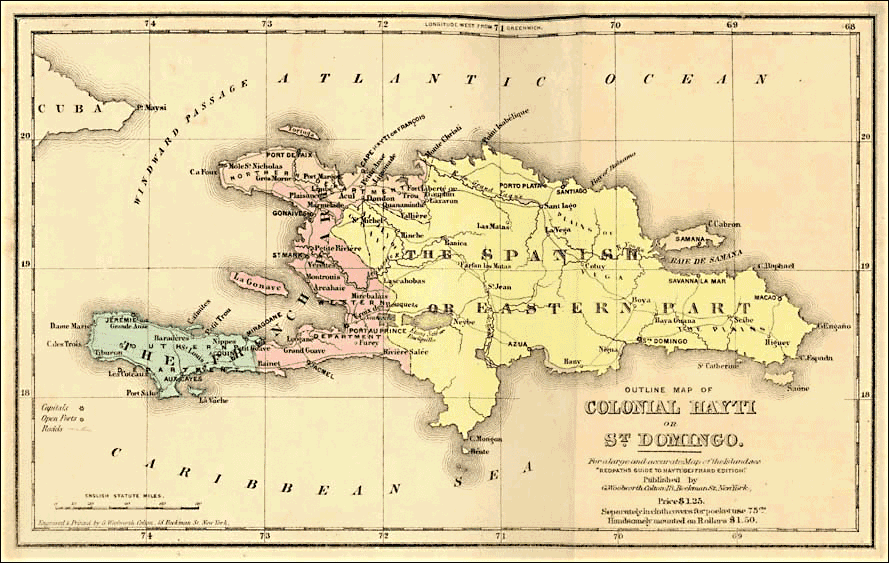
L'Espanyola després del Tractat d'Aranjuez de 1777. En groc l'Est espanyol, en taronja el departament Nord, el rosat l'Oest i en verd el Sud.

La riquesa de la canya de sucre gràcies a l'esclavitud a les Antilles va produir una major competència entre les potències europees per la possessió de les illes. El 1603 els espanyols abandonen la meitat occidental de l'Espanyola. A partir de 1620 el capità Charles Fleury, antigament associat amb el pirata Jacques Barc, va desembarcar a la costa de Santo Domingo en companyia dels corsaris capità Lucifer, un anglès Arthur Guy i els senyors de Montreuil i Saint-Georges i en 1629, Pierre Belain d'Esnambuc va establir una colònia a l'illa de la Tortuga, el primer pas en la colonització de Saint-Domingue concentrant-se al costat occidental pels constants atacs de pirates al nord-oest. En 1664 la Companyia Francesa de les Índies Occidentals va prendre possessió de la colònia, anomenant-la Saint-Domingue, i va reclamar la part occidental de l'illa Hispaniola i durant la dècada de 1660 els seus assentaments s'expandeixen per la costa occidental mentre els anglesos el 1655 conquisten Jamaica; el poder espanyol al mar Carib es redueix a Cuba, Puerto Rico i Santo Domingo, tots territoris poc poblats i desenvolupats.
La colònia de boucaniers, «bucaners», va començar amb una economia de subsistència basada en la producció de cafè i anyil a les mans dels engagés, servents blancs que seguien els seus patrons a l'illa o presos que feien treballs forçats. Aquests engagés quedaven lliures als tres anys de servei i van conviure quotidianament amb els primers negres portats pels économe, especialistes en la tracta d'esclaus. No obstant això, en aquestes primeres etapes la principal raó de l'existència de la colònia eren els flibuste, filibusters, que atacaven el comerç espanyol: el seu botí va finançar les primeres hisendes. El 1680 el ministre Jean-Baptiste Colbert va elevar els aranzels al tabac, principal producte de l'illa. La majoria dels propietaris van trencar i van vendre les seves terres, uns pocs les van comprar i van començar a produir sucre, anyil, cotó i cafè.
Tot el segle xviii va existir un pròsper comerç transoceànic a tot el Carib que ni les guerres, ni la pirateria, ni els desastres naturals van poder aturar. Després del primer terç de la centúria es va expandir un sistema de reg desenvolupat a França, permetent que les plantacions a Jamaica i Saint-Domingue passessin de la petita producció local (poques vegades superior als cinquanta esclaus, com a Brasil, Martinique o Barbados) a grans hisendes (amb centenars de treballadors). En conseqüència, tant la riquesa dels amos com la població d'esclaus va augmentar.
Segons els acords establerts en el Tractat de Rijswijk de 1697, Espanya cedia a França la part occidental de l'illa de la Hispaniola (el que actualment és Haití) conservant la part oriental (actual República Dominicana). En el tractat signat el 3 de juny de 1777 els representants del Regne d'Espanya, José Moñino y Redondo, i el del Regne de França, el marquès d'Ossun, van relacionar minuciosament els límits entre els territoris d'ambdós països basats en els acords de 1773 i 1776.
En vigílies de la Revolució Francesa, la colònia de Saint-Domingue tenia una prosperitat i riquesa sense igual a les Antilles, i en 1789 era el principal productor mundial de sucre i cafè; la colònia, de fet, representava la meitat del subministrament mundial de cafè. El seu comerç exterior representava més d'un terç del de la França continental i un de cada vuit francesos en vivia directament o indirecta.

## La revolta
La Revolució francesa va tenir una gran repercussió en la part francesa de l'illa de l'Espanyola. En un primer moment, els grans terratinents blancs van veure la possibilitat d'independitzar-se i els petits la d'aconseguir la igualtat amb els grans. Els esclaus i els petits propietaris negres, per la seva banda, esperaven adquirir un estatus semblant al dels petits terratinents blancs. L'agost de 1791, els esclaus de la plana del nord de la part francesa de l'Espanyola, capitanejats pel jamaicà Boukman, es van rebel·lar després de la cerimònia de Bois Caïman: els esclaus inicien la Revolució haitiana inspirada en les idees de la Revolució francesa i a la qual demanen l'alliberament. François Toussaint es posa del costat dels esclaus i es fa ajudant de camp de Georges Biassou, comandant dels esclaus que es van refugiar a la part espanyola de l'illa. Aquests esclaus s'aliaren amb els habitants de la part est el 1793 per expulsar els francesos esclavistes. Per aquesta raó, Toussaint fou instruït en el terreny militar pels espanyols al comandament d'una tropa de més de 3.000 soldats; aconseguí en pocs mesos algunes victòries. Fou llavors quan l'anomenaren Louverture (amb el significat de 'l'iniciador') i esdevingué general de l'exèrcit del rei d'Espanya.
El 29 d'agost de 1793, el govern de la República francesa emancipa tots els esclaus francesos i, finalment, el 1794 va abolir l'esclavatge. Toussaint es torna a unir als francesos fent pública la seva proclamació, en què es presentava com el líder dels negres i acaba fent fora els espanyols i els anglesos de Saint-Domingue. Louverture, el 1800 restableix el treball forçós dels negres amb l'excusa de reactivar l'economia de l'illa i poc després s'autoproclama governador de per vida i amb plens poders de Saint Domingue.
França, amb Napoleó Bonaparte al poder, desitjava restablir a Saint-Domingue el domini dels colons francesos i aconseguir recuperar així la puixança de la indústria sucrera. Envià un exèrcit de 25.000 soldats a l'Espanyola al comandament del seu cunyat, el general Leclerc, al desembre de 1801 per recordar-li a Louverture la seva promesa de rescabalar els colons i per, oficiosament, restablir l'esclavitud. Louverture no es deixà enganyar fàcilment i es replegà cap a posicions més segures, alhora que va seguir una política de terra cremada davant l'arribada de les tropes franceses fins a finals de gener de 1802. Leclerc derrotà primer les tropes de Dessalines i després les de Christophe. Leclerc, que havia portat de França els fills de Louverture, els hi envià en signe de bona voluntat. El 2 de maig de 1802 Toussaint, per la seva banda, va oferir la seva capitulació a canvi de quedar lliure i que les seves tropes s'integressin en l'exèrcit francès. Leclerc no acceptà aquests termes i per mitjà d'un estratagema capturà Louverture el 7 de juny de 1802, i l'envià a França juntament amb la seva família.
Els francesos no van aconseguir restablir l'esclavitud a Saint Domingue. Gràcies al poder militar construït en temps de Louverture i que les tropes franceses van ser delmades per la febre groga quedant reduïdes a 2.000 soldats atrinxerats al Fort Vertière, els negres van derrotar els francesos en la batalla de Vertières el 1803 i van prendre Cap Haïtien. L'1 de gener de 1804, un nou líder, Jean-Jacques Dessalines, va proclamar la independència del país, al qual va rebatejar amb el seu nom aborigen Haití, que significa 'terra muntanyosa'.
Els historiadors no han estat d'acord per què Napoleó va enviar tantes tropes, però sembla eren en realitat una força expedicionària per envair Amèrica del Nord a través de Nova Orleans i establir una explotació important a la vall del Mississipi, però en desconèixer les mesures bàsiques de prevenció i control contra la febre groga, la mortalitat per la malaltia només va deixar viva una petita i reduïda fracció de les seves tropes.

## Conseqüències
Saint-Domingue va passar de ser una colònia regida per un sistema de castes, la més rica possessió colonial del seu temps, a ser el lloc on es va donar l'única rebel·lió d'esclaus reeixida de la història, a més de ser una de les revolucions més radicals.
La manca de tropes per colonitzar i mantenir terres de propietat francesa van provocar la compra de la Louisiana.